# Vệ Trưởng Công chúa
Vệ Trưởng công chúa (chữ Hán: 衛長公主; 138 TCN - 91 TCN), còn gọi Đương Lợi công chúa (當利公主), là một Hoàng nữ và là Công chúa nhà Hán, con gái đầu lòng của Hán Vũ Đế Lưu Triệt và Hoàng hậu Vệ Tử Phu.

## Tiểu sử
Vệ Trưởng công chúa là Hoàng trưởng nữ của Hán Vũ Đế. Căn cứ Sử ký và Hán thư, cả hai cuốn sách đều không ghi chép về mẹ bà. Sách Sử ký tắc ẩn của Tư Mã Trinh cùng ghi chú Hán thư của Nhan Sư Cổ thời Đường thì xác nhận mẹ của bà là Hoàng hậu Vệ Tử Phu. Mặc dù cả hai cuốn sách niên đại gần nhất không ghi mẹ Công chúa, nhưng nhiều luận cứ chứng minh Vệ Tử Phu đích thực là mẹ của bà:
- Luận cứ lớn nhất là danh hiệu Vệ Trưởng công chúa, có nghĩa là 「"Trưởng công chúa của Vệ thị"」. Vào thời đầu Tây Hán, Trưởng công chúa là để phong hào dành cho Đích trưởng nữ, tức con gái do Hoàng hậu sở sinh, tương tự trường hợp của Quán Đào Công chúa Lưu Phiêu đã có tiền lệ;
- Luận cứ thứ hai là việc Công chúa là con gái cả của Hán Vũ Đế. Theo Tư Mã Thiên, trước khi Vệ Tử Phu nhập cung, Vũ Đế chưa có hoàng tự[1]. Vệ Tử Phu là phi tần đầu tiên mang thai và sinh dục, khiến Vũ Đế vui mừng, tấn phong làm Phu nhân[2]. Vì vậy, con đầu lòng của Vũ Đế cũng chính là con đầu lòng của Vệ Tử Phu.

Không rõ từ năm nào bà được phong danh hiệu này, có lẽ từ khi Vệ Tử Phu trở thành Hoàng hậu. Về vấn đề năm sinh, căn cứ Sử ký lẫn Hán thư ghi lại, khi Vệ Tử Phu còn là Phu nhân được Hán Vũ Đế sủng ái, nhập cung năm Kiến Nguyên thứ 2 (139 TCN), sau đó mang thai và sinh hạ vào năm sau. Căn cứ chi tiết ["Sinh hạ vào năm sau"], cũng như Hán thư xác nhận rằng Vệ Tử Phu ["Có 3 gái 1 trai"] thì năm 138 TCN được tạm nhất trí bởi các sử gia là năm sinh của Vệ Trưởng công chúa. Sau đó, Vệ Tử Phu sinh thêm 2 con gái là Chư Ấp công chúa cùng Thạch Ấp công chúa. Năm Nguyên Sóc nguyên niên (128 TCN) mới sinh hạ con trai duy nhất là Thái tử Lưu Cứ.
Thông tin về Vệ Trưởng công chúa trong lịch sử nhà Hán tương đối ít. Đến tuổi xuất giá, bà thành hôn với Bình Dương hầu Tào Tương (曹襄), con trai của Bình Dương công chúa, tức anh họ bà. Bà sinh ra con trai là Tào Tông (曹宗), về sau kế thừa tước Hầu, nhưng bị xử tử trong vụ án vu cổ. Tào Tương qua đời năm Nguyên Đỉnh thứ 3 (114 TCN). Năm thứ 5 (112 TCN) Hán Vũ Đế tái gả bà cho một Phương sĩ được sủng ái là Loan Đại (欒大), đổi đất phong làm huyện Đương Lợi, từ đó bà được gọi "Đương Lợi công chúa". Loan Đại về sau bị hạch tội phương thuật không linh nghiệm mà bị xử tử. Từ đó không còn thông tin về bà.

## Tương quan
Danh xưng của Vệ Trưởng công chúa trong một thời gian đã khiến nhiều học giả tranh luận, bởi vì 「"Trưởng công chúa"」 thường là tước phong cho chị hoặc em gái của Hoàng đế kể từ thời Đông Hán. Nhưng dựa theo việc Hán Văn Đế Lưu Hằng sách phong cho con gái Lưu Phiêu làm Trưởng công chúa, đất phong Quán Đào, thì "Trưởng công chúa" khoảng thời gian đầu dành cho con gái cả của Hoàng đế, hơn nữa phải do Hoàng hậu sinh ra, tức 「"Đích trưởng nữ"」.
Bản thân Tư Mã Trinh trong cuốn Sử ký tắc ẩn của mình đã giải thích:「"Con trai của Vệ Tử Phu gọi là Vệ Thái tử, con gái là Vệ Trưởng công chúa. Là con gái cả của Hoàng hậu, nên gọi Trưởng công chúa, không phải ý chỉ chị em gái của Hoàng đế"」. Còn về họ Vệ, đó là cách gọi theo họ mẹ của các con gái độc nhất hoặc con gái cả của cung tần thời Hán, như Quán Đào công chúa Lưu Phiêu còn gọi là 「"Đậu Thái chủ"」 vì có mẹ là Đậu Thái hậu.